# Corruptieschandaal in Turkije in 2013
Het corruptieschandaal in Turkije was een onderzoek naar corruptie door hooggeplaatste leden van de Partij voor Rechtvaardigheid en Ontwikkeling, sinds 2002 aan de macht in Turkije. Naast verschillende zonen van ministers was ook een zoon van toenmalig premier Erdoğan, Bilal Erdoğan, een van de hoofdverdachten.
De zaak betreft onder andere de verduistering van miljarden euro's aan goudtransacties naar het gesanctioneerde Iran en frauduleuze aanbestedingen van honderden miljoenen euro's aan overheidsprojecten van onder meer woningbouwcorporatie TOKI en het bedrijf van aannemer Ali Ağaoğlu. Door de geheime gas-voor-goud afspraak kon Iran in 2012 en 2013 volgens experts de effecten van internationale sancties verminderen. Ook kwam aan het licht dat de zoon van Erdoğan zakenrelaties zou hebben onderhouden met een voormalig lid van Al Qaida, Yasin Al Qadi, tevens een verdachte in de corruptiezaak. Erdoğan en zijn zoon Bilal bleken uit gelekt fotomateriaal persoonlijk contact te hebben gehad met deze van terrorisme verdachte Saudiër, ook toen Al Qadi nog internationaal gezocht werd door de VN. Bilal Erdoğan zou via een frauduleuze verkoop van de grond van de politieacademie in Etiler (de duurste wijk van Istanboel) zo'n 640 miljoen dollar hebben verduisterd. Ook zou Bilal eilanden in de Egeïsche Zee hebben willen kopen voor Al Qadi. Een andere zaak betreft donaties van publieke gronden aan de private stichting TÜRGEV van zoon Bilal, in ruil voor kandidaatschappen voor burgemeestersposities. Deze stichting heeft in enkele jaren tevens 99.999.999 dollar ontvangen van ontraceerbare buitenlandse donateurs. Erdoğan zou ook een bevriende zakenman hebben geholpen een contract van 1,5 miljard euro voor de aankoop van oorlogsschepen met industrieel Koc op te breken. Een bos aan de oostoever van de Bosporus (een van de duurste stukken grond van de stad) zou voor 0 euro door een gemeentelijk fonds zijn geschonken aan een bevriende zakenman die bij het corruptieschandaal betrokken zou zijn. In ruil voor twee villa's zou Erdoğan een aannemer in het westen van het land hebben laten bouwen in een beschermd natuurgebied. In de gesprekken is te horen hoe zijn kinderen aanwijzingen geven over de afbouw.
Op 17 december 2013 werden 52 verdachten gearresteerd. Veertien verdachten werden in beschuldiging gesteld van omkoping, corruptie, fraude en witwassen. Op 24 februari 2014 werd een reeks van vijf telefoongesprekken geopenbaard waarin Erdoğan en zijn zoon Bilal lijken te spreken over het verduisteren van ruim 40 miljoen dollar in contanten, verdeeld over dozen in verschillende huizen. In de begeleidende video werd echter beweerd dat uit het corruptieonderzoek zou blijken dat het hier om ruim 1 miljard dollar in contanten zou gaan. Hierna zakte de Turkse lira weg ten opzichte van de dollar. Als reactie riepen de Turkse oppositiepartijen Erdoğan op om per direct af te treden. De volgende dag braken protesten uit in 11 steden, verspreid over het land. Erdoğan noemde deze demonstranten 'atheïsten en terroristen'. In een telefoongesprek dat op 26 februari werd geüpload lijkt Erdoğan zijn zoon Bilal aan te sporen om geen genoegen te nemen met 10 miljoen euro smeergeld. Het zou gaan om fraude bij de aanbesteding van een gaspijpleiding naar Iran en Turkmenistan. De inconsistenties in de gesprekken tussen Erdoğan en zijn zoon zijn volgens geluidsexperts toe te wijzen aan het gebruik van een CryptoPhone, die de stem van Erdoğan digitaal vervormt. Agenten die verantwoordelijk waren voor de encryptie van deze telefoons werden prompt ontslagen. Hoewel de audio-opnamen volgens experts authentiek zijn, zou de Turkse politie opdracht hebben gekregen om al het bewijsmateriaal te vernietigen. Volgens een onderzoek dat in opdracht van de Turkse overheid werd opgesteld is er geen bewijs dat er in de gesprekken is geknipt, maar bestaat het audiokanaal van de YouTube-video uit vijf unieke gesprekken. Dit rapport vermeldt echter niet dat dit in de originele video ook duidelijk wordt aangegeven. Erdoğan weerlegt sindsdien de gesprekken als een 'immorele montage', waarmee hij volgens de Turkse oppositie heeft toegegeven dat de stem in de gesprekken inderdaad van hemzelf afkomstig is. Ook de voorzitter van de AKP gaf toe dat de stemmen zeer wel afkomstig kunnen zijn van Erdoğan en zijn zoon. Erdoğan probeerde de verspreiding van de opnamen te stoppen door een copyright op zijn telefoongesprekken te claimen, waarmee hij indirect de authenticiteit zou hebben bevestigd. Een parlementslid van de AKP beweerde dat corruptie onder de 'vrijheid te zondigen' zou moeten vallen.
Volgens Erdoğan is er van corruptie geen sprake, en is het geheel het werk van een samenzwering door een 'parallelle staat', in samenwerking met 'buitenlandse krachten'. In de maanden die volgden op het corruptieonderzoek werden ruim 7.000 agenten, meer dan duizend werknemers van veiligheidsdiensten en honderden rechters en officieren van justitie ontslagen of overgeplaatst. In een gelekt telefoongesprek zou te horen zijn hoe Erdoğan zich na het bekend worden van de corruptiezaak persoonlijk bezighield met het vervangen van openbaar aanklagers. Volgens Erdoğan zijn deze mensen aanhangers van Fethullah Gülen, en hij omschreef ze als 'hashasjins' (hasjrokende huurmoordenaars). Een ruime meerderheid van de Turkse bevolking gelooft echter niet in het officiële standpunt van de regering over het corruptieonderzoek. Daarnaast bleek uit een van de geluidsopnamen dat Erdoğan na het lekken van het schandaal zelf de nieuwe aanklagers voor de zaak uitkoos.
In maart 2016 verliet Erdoğans zoon Bilal halsoverkop Bologna, alwaar hij zijn studies wilde afronden. Volgens de Italiaanse justitie zou Bilal zijn studie echter als dekmantel hebben gebruikt om grote sommen geld naar Italië te sluizen. Eerder had de Duitse justitie al verdenkingen geuit over illegale geldstromen van Erdoğan. In een interview met de Italiaanse staatsomroep RAI zei Erdoğan dat de Italiaanse justitie zich beter kan bezighouden met de bestrijding van de maffia dan onderzoek te doen naar de eventuele witwaspraktijken van zijn zoon Bilal. Een arrestatie van Bilal zou leiden tot een verslechtering van de relatie tussen de twee landen. In een reactie op Twitter en Facebook gaf de premier van Italië Matteo Renzi aan dat Italiaanse rechters zich conformeren naar de wet en de Italiaanse grondwet, en niet de opinie van Erdogan.